# Thomas Bullock
Thomas Bullock (23 de diciembre de 1816 - 10 de febrero de 1885) fue un pionero mormón y secretario de la Oficina del Historiador de la Iglesia de Jesucristo de los Santos de los Últimos Días. 

## Biografía
Bullock nació en Leek, Staffordshire, Inglaterra. Bullock trabajó como funcionario de impuestos especiales para el gobierno británico.
El 20 de noviembre de 1841, Bullock y su esposa Henrietta Rushton fueron bautizados como miembros de la Iglesia de Jesucristo de los Santos de los Últimos Días. En 1843, los Bullock emigraron a Nauvoo, Illinois, donde se reunía la mayoría de los Santos de los Últimos Días. En el otoño de 1843, Bullock trabajó como empleado privado de José Smith. Fue secretario en la conferencia general de la iglesia de abril de 1844, asistente  del historiador y registrador de la Iglesia Willard Richards de 1842 a 1854, y fue secretario del Consejo de los Cincuenta de 1846 a 1882. Mientras trabajaba en la Oficina del Historiador de la Iglesia, Bullock fue responsable de escribir algunas partes de Historia de la Iglesia.
Como muchos de los primeros Santos de los Últimos Días, Bullock practicaba el matrimonio plural. En 1846 se casó con Lucy Clayton, hermana de William Clayton, otro destacado secretario de la iglesia. En 1852, Bullock se casó con su tercera esposa, Betsy Prudence Howard.
En 1847, Bullock viajó con la compañía pionera mormona inicial que viajó al valle de Salt Lake. En el territorio de Utah, Bullock fue secretario de la Compañía del Fondo Perpetuo para la Emigración, secretario de la Legislatura Territorial de Utah y fue secretario ocasional de Brigham Young y el Cuórum de los Doce Apóstoles. De 1856 a 1858, Bullock regresó a Inglaterra como misionero de la iglesia.
Bullock sirvió en la iglesia como Setenta y ocupó diversos puestos de secretaría. Murió en Coalville, Utah, a la edad de 68 años. Bullock era padre de 23 hijos, 13 de los cuales sobrevivieron hasta la edad adulta.